# سیارک ۸۳۰۴
سیارک ۸۳۰۴ (به انگلیسی: 8304 Ryomichico، نامگذاری:1995DJ1) هشت هزار و سیصد و چهارمین سیارک کشف شده‌است که در ۲۲ فوریه ۱۹۹۵ کشف شد.
قدر مطلق سیارک برابر ۲۴٫۵ است.